# Otxarkoaga-Txurdinaga
Otxarkoaga-Txurdinaga è il terzo distretto della città di Bilbao, nei Paesi Baschi spagnoli.
È diviso nei quartieri di Otxarkoaga e Txurdinaga, con un'area pari a 389.94 ettari ed una popolazione di 29.690 abitanti (anno 2005), che lo rendono uno dei meno densamente popolati della città.

## Storia
Storicamente legati alla parrocchia di Begoña, i due quartieri sorgono su aree un tempo utilizzate come vigneti per la produzione del locale vino bianco chiamato Txakoli. A tal riguardo gli abitanti ancora oggi vengono chiamati Matxorris ("coltivatori i viti" in euskera).